# Alexandra Stan
Alexandra Stan (n. 10 iunie 1989, Constanța, România) este o solistă vocală și compozitoare din România. A lansat single-ul „Lollipop (Param Pam Pam)” spre finalul anului 2009. Melodia a avut un impact în România la începutul anului 2010, urcând în topurile radiourilor și ajungând până pe locul 18 în Romanian Top 100.
Al doilea single, „Mr. Saxobeat”, s-a bucurat de un succes internațional enorm, devenind un hit. S-a vândut în aproape 1.000.000 de exemplare în mai puțin de un an, ajungând în top 5 în peste 20 de țări, cum ar fi Noua Zeelandă, Marea Britanie și în top 30 în Australia, Canada și Statele Unite. Solista a lansat albumul de debut în august 2011, numit Saxobeats. Acesta a fost un succes comercial, clasându-se în Top 40 al albumelor în țări precum Germania, Finlanda sau Elveția, în Japonia ajungând în Top 20. Următoarele single-uri sunt „Get Back (ASAP)” și „1.000.000”.
Pe 4 iunie 2012 este lansată piesa „Lemonade”, înregistrând aproape 47.000.000 vizualizări pe Youtube în mai puțin de 10 luni. Single–ul ajunge numărul 1 în Bulgaria și intră în Top 50 în peste 8 țări fiind primul single de pe relansarea albumului de debut, Saxobeats. Următorul single, „Cliche (Hush Hush)” nu se bucură de același succes. Colaborarea cu Manilla Maniacs pentru All My People este cel de-al treilea single de pe relansare, însă nici acesta nu are un succes răsunător.
După câteva luni petrecute în Statele Unite ale Americii, Alexandra Stan revine în aprilie 2014 cu piesa Thanks For Leaving, care povestește despre relația ei cu Marcel Prodan. Piesele care urmează, Cherry Pop, Dance și Give Me Your everything de pe al doilea album de studio „Unlocked” s-au bucurat de mult succes în Japonia.
În anul 2015, artista este ofertată de Walt Disney Pictures să interpreteze rolul lui Inger, în cea de-a doua parte a peliculei de succes Atlantida: Întoarcerea lui Milo.

## Biografie

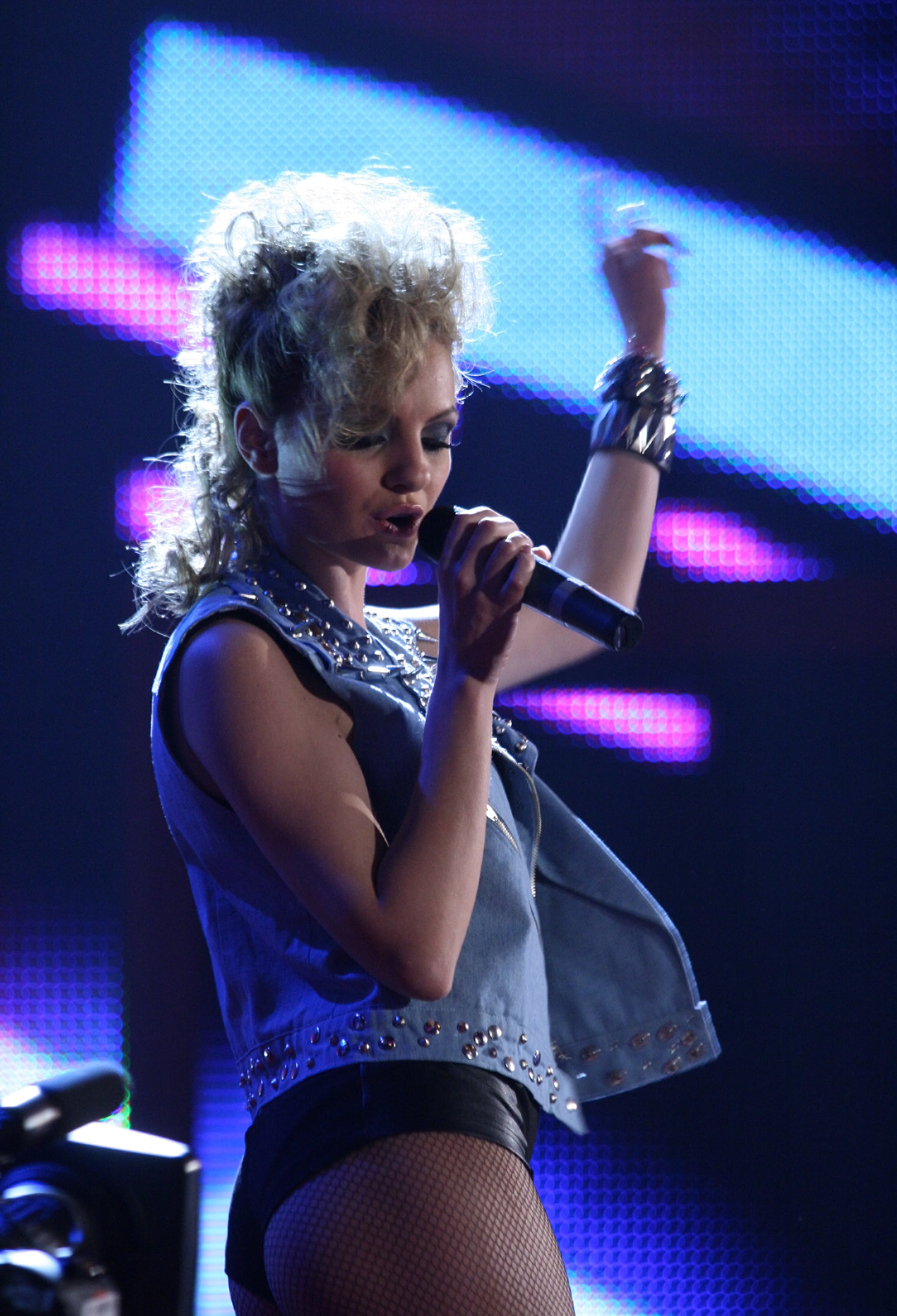
Alexandra Stan în Austria

### Anii copilăriei și primele activități muzicale
Alexandra Stan s-a născut în Constanța la 10 iunie 1989. Încă de mică, a arătat un interes deosebit asupra muzicii. A urmat studiile la Liceul Teoretic „Traian”, în prezent fiind studentă la Facultatea de Management „Andrei Șaguna”. În trecut, a participat la diferite concursuri pe teme muzicale, cu o apariție impresionantă la Festivalul național de muzică ușoară de la Mamaia - secțiunea interpretare, în anul 2009. Timp de un an a luat lecții de canto, iar publicul a cunoscut-o cu ajutorul celor de la Maan Studio.

### Era „Saxobeats” (2009-2013)
În decembrie 2009, Alexandra Stan a lansat primul single "Lollipop (Param Pam Pam)", având un impact asupra României în prima jumătate a anului 2010. Vara anului 2010 a fost una încărcată, lansând o nouă piesă "Show Me The Way" care este cu cover a unei piese de Peter Frampton, și având concerte în România. În septembrie 2010, Alexandra Stan a lansat cel de-al doilea single, "Mr.Saxobeat". În mai puțin de 2 luni, piesa ajunge cel mai mare hit al artistei în România, ocupând prima poziție în "Romanian Top 100" timp de 8 săptămâni consecutive, devenind și un succes internațional. La începutul anului 2011 a intrat în Spanish Singles Chart, a debutat în top 10 al French Singles Chart precum și în Canadian Hot 100. A ajuns pe prima poziție în Italia, Danemarca, Slovacia, Ungaria și Polonia. La sfârșitul lunii mai "Mr. Saxobeat" a ajuns prima piesă românească pe poziția fruntașă în Germania de la "Dragostea din Tei". A fost numărul 1 în Austria, Germania și Elveția timp de 20 de săptămâni în total. De asemenea a fost un succes ajungând în top 5 în peste 20 de țări precum numărul 2 în Belgia, Republica Cehă, Finlanda, Țările de Jos, Norvegia și Scoția, numărul 3 în Spania, Suedia și UK Singles Chart. În Noua Zeelandă ocupând poziția 4, în Billboard Brasila, poziția 6, în timp ce în Australia, Canada și Billboard Hot 100 poziția 21, 24, 25 respectiv 29. A mai ocupat prima poziție în UK Dance Chart și US Hot Dance Airplay pentru 7 săptămâni (cea mai lungă durată din anul 2010).
 .

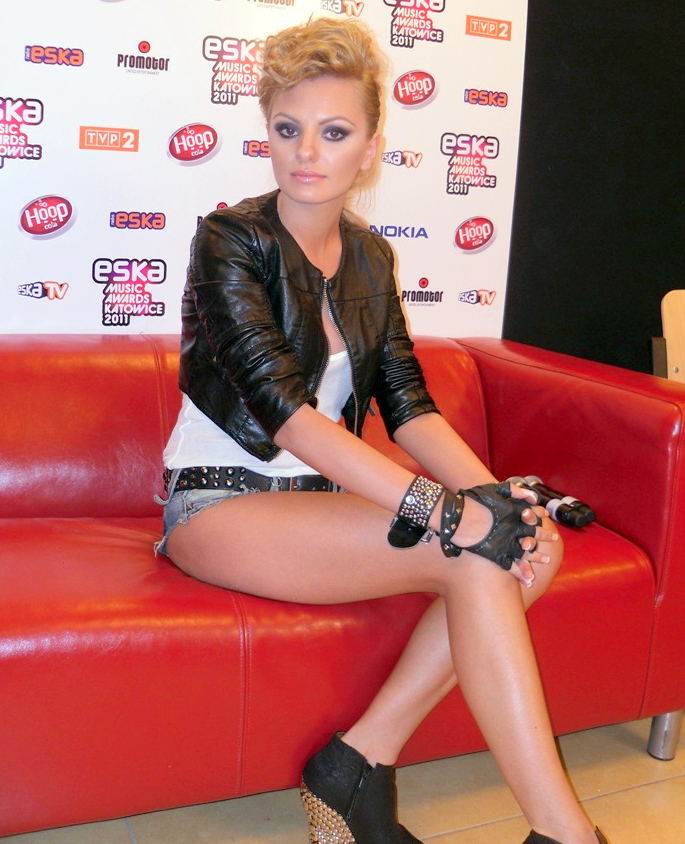
Alexandra Stan la Eska Music Awards 2011, în Polonia

După succesul "Mr. Saxobeat", Alexandra Stan a lansat single-ul "Get Back (ASAP)". A ocupat prima poziție în Slovacia, a 4-a în "Romanian Top 100", a 8-a în Finlanda și ajungând în top 20 în peste 5 țări. Single-ul "Lollipop (Param Pam Pam)" a fost relansat pe piața internațională însă fără succes. În vara anului 2011, a fost lansat single-ul "1.000.000" împreună cu rapper-ul german Carlprit, iar în 22 decembrie 2011 a apărut și videoclipul piesei. Piesa s-a clasat în Italia pe locul 4, Spania locul 21 ei România pe locul 13.
Pe 29 august 2011, Alexandra Stan și-a lansat albumul de debut, "Saxobeats", având 8 piese și 5 remix-uri. Prima dată, albumul a fost lansat în Franța, apoi Germania, Elveția, România, Spania, Polonia și Italia. Apoi pe 25 octombrie a fost lansat și în Statele Unite și Canada prin intermediul Ultra Records. Al patrulea single, "1.000.000" este difuzat de marile radiouri din Belgia, Franța și România. Pe 14 ianuarie 2012, melodia a ajuns pe locul 13 în "Romanian Airplay Chart", ocupând cea mai înaltă poziție de pe graficul din acea perioadă.
Alexandra Stan a primit multe premii pentru "Mr. Saxobeat", precum discul de platină în Australia, Spania, Danemarca, Suedia și Italia. La Romanian Music Awards 2011 a primit 2 nominalizări pentru "Mr. Saxobeat", Best Dance și Best Song pe care le-a și câștigat. Ea a fost, de asemenea, nominalizată pentru Premiul MTV Europe Music Awards pentru Best European ActBest European Act la MTV Europe Music Awards 2011, după ce a câștigat MTV Europe Music Award pentru Best Romanian Act. În luna iunie 2012, Alexandra Stan a lansat un nou single numit "Lemonade", videoclipul apărând pe 4 iunie pe site-ul Youtube și urcând în topurile din România, Italia și nu numai. Un nou single ce a urmat după hit-ul "Lemonade" a fost lansat pe 27 septembrie 2012 sub numele "Cliché (Hush Hush)". Următorul single "All My People", cu Manilla Maniacs, caracterul creat de Andrei Nemirschi și Marcel Prodan, s-a bucurat de succes în Italia și România. 
În 2012, Alexandra Stan a câștigat un premiu EBBA. În fiecare an aceștia recunosc meritul a zece artiști sau grupuri care s-au făcut cunoscuți pe piața internațională cu primul album internațional lansat în ultimul an.

### Cazul Marcel Prodan
În iunie 2013, Alexandra Stan a fost spitalizată și concertele au fost amânate, fanii fiind anunțați cu ajutorul conturilor artistei de pe rețelele de socializare că a fost implicată într-un accident de mașină. La doar câteva zile, Alexandra oferă un interviu public cu ajutorul presei, acuzându-l pe Marcel Prodan că ar fi bătut-o și că toată povestea cu accidentul este o invenție. Artista a fost pentru câteva zile internată la spitalul din municipiul Medgidia pentru îngrijiri medicale. Imediat avocatul artistei a depus plângere penală împotriva lui Marcel Prodan pentru șantaj urmată de alte două pentru vătămare corporală și tâlhărie.  Lucrările pentru următorul album de studio s-au întrerupt, single-urile „Lemonade”, „Cliche (Hush Hush)” și „All My People”, care ar fi trebuit să facă parte din album, au fost salvate pe o relansare a albumului ei de debut Saxobeats, iar Cliche Hush Hush a fost lansată doar în Japonia. După ce Alexandra Stan a renunțat la proces, ea a fost dată în judecată de Marcel Prodan și Andrei Nemirschi, pentru încălcarea dreptului de autor. Alexandra a câștigat procesul, având din 15 mai dreptul de a-și interpreta cântecele în colaborare cu Prodan. Așa că Prodan nu mai poate lua bani de la Alexandra, pentru drepturile de autor.

### Albume noi (2014-prezent)
După luni bune de recreere, artista revine cu o baladă pop, Thanks For Leaving. Piesa care urmează, denumită Cherry Pop a fost un succes în Japonia, ajungând pe locul 1 în topul japonez iTunes, numai după două ore de la lansare. Cam același succes îl are și următorul single, intitulat Dance, ajungând pe locul 25 în topul oficial, Japan Billboard Hot 100. După ce a lansat și videoclipul piesei, Give Me Your Everything, ea lansează al doilea album de studio, intitulat „Unlocked”, în Japonia, în luna august. Albumul intră imediat după lansare în topul iTunes din Asia ajungând pe prima poziție în acel top, vânzându-se peste 3.000 de exemplare în prima zi de lansare. După ce albumul a intrat și în topurile oficiale Oricon, Alexandra Stan a început să facă turnee prin Japonia, unde a cântat și la premiile Girls Awards din Tokyo. Ea a fost cap de afiș la evenimentul spaniol La Marato unde a cântat piesa lui Cher intitulată Strong Enough tradusă în limba catalană. De asemenea Alexandra Stan a fost invitat de onoare la evenimentul faimos, tot din Spania, numit Las Palmas. Single-ul ei care a urmat pe 18 decembrie 2014 se numește Vanilla Chocolat și este un duet cu rapper-ul român Connect-R. Piesa s-a bucurat, ca și celelalte piese de pe Unlocked de mult succes comercial în Asia, fiind difuzată masiv la radiourile din Japonia.
Conform presei, Alexandra Stan a fost cea mai bine cotată cântăreață română privind concertele din perioada Crăciunului din anul 2014, aceasta încasând 100.000 de euro pentru 10 concerte susținute în Turcia.
În ianuarie 2015, single-ul Dance a fost desemnat melodia nr. 1 a anului 2014 în Japonia, de către Zip-fm, cel mai difuzat post de radio japonez. Acest premiu a fost acordat în urma numărului de difuzări la radio ale melodiei, precum și cererea din partea ascultătorilor pe care a avut-o melodia. De asemenea, este de menționat că în Japonia Alexandra Stan a surclasat prin single-ul Dance artiști precum Ariana Grande, Shakira și Pitbull.
Pe data de 9 martie 2016 apare în Japonia noul album al artistei "Alesta", lansat prin intermediul Victor Entertainment. Pe data de 16 martie 2016 acesta a devenit disponibil în format digital și în multe țări din Europa, inclusiv în România. Pe data de 16 octombrie 2016 albumul "Alesta" este lansat în România și pe CD, prin intermediul caselor de discuri Roton/Global Records. Varianta albumului lansat în România conține 11 piese și cuprinde colaborări cu Inna, Daddy Yankee, Mohombi, Havana și Jahmmi.
În anul 2022, artista a lansat în România în cadrul unui eveniment privat cel de-al 5-lea album din carieră, "Rainbows". Materialul discografic conține o colecție de 15 piese care abordează mai multe teme, mesaje, sentimente și trăiri, și prezintă versatilitatea artistică a Alexandrei Stan.

## Discografie

### Albume
| Titlu     | Detalii | Topuri | Topuri | Topuri | Topuri | Topuri | Topuri |
| Titlu     | Detalii | AUT    | FIN    | FRA    | GER    | JAP    | ELV    |
| --------- | --- | ------ | ------ | ------ | ------ | ------ | ------ |
| Saxobeats | - Lansat: 29 august 2011 - Casa de discuri: MediaPro Music, Columbia Records - Formats: CD, Digital download   | 25     | 27     | 76     | 29     | 15     | 24     |
| Unlocked  | - Lansat: 27 august 2014 - Casa de discuri: Roton, Victor Entertainment - Format: CD, Digital download         | –      | –      | –      | –      | 21     | –      |
| Alesta    | Lansat: 9 martie 2016 Casa de discuri: Roton/Global Records, Victor Entertainment Format: CD, Digital download | -      | -      | -      | -      | 34     | -      |
| Mami      | Lansat: 25 aprilie 2018 Casa de discuri: Alexandra Stan Records Format: CD, Digital download                   |        |        |        |        |        |        |
| Rainbows  | Lansat: 29 aprilie 2022 Casa de discuri: MediaPro Music, Universal Music Romania Format: CD, Digital download  |        |        |        |        |        |        |

### Albume relansate
| Cliche (Hush Hush) | - Lansat: 10 octombrie 2013 - Casa de discuri: Play On/ Jeff Records - Format: CD, Digital download | – | – | – | – | 53 | - |

### Single-uri
| Nume                                                                                            | An        | Poziții în topuri de specialitate | Poziții în topuri de specialitate | Poziții în topuri de specialitate | Poziții în topuri de specialitate | Poziții în topuri de specialitate | Poziții în topuri de specialitate | Poziții în topuri de specialitate | Poziții în topuri de specialitate | Poziții în topuri de specialitate | Poziții în topuri de specialitate | Poziții în topuri de specialitate | Certificări | Album              |
| Nume                                                                                            | An        | AUS                               | AUT                               | FIN                               | FRA                               | GER                               | ITA                               | JPN                               | SPA                               | SWI                               | UK                                | US                                | Certificări | Album              |
| ----------------------------------------------------------------------------------------------- | --------- | --------------------------------- | --------------------------------- | --------------------------------- | --------------------------------- | --------------------------------- | --------------------------------- | --------------------------------- | --------------------------------- | --------------------------------- | --------------------------------- | --------------------------------- | --- | ------------------ |
| "Lollipop (Param Pam Pam)"                                                                      | 2009      | —                                 | —                                 | —                                 | —                                 | —                                 | —                                 | —                                 | —                                 | —                                 | —                                 | —                                 | | Saxobeats          |
| "Mr. Saxobeat"                                                                                  | 2010      | 19                                | 1                                 | 2                                 | 6                                 | 1                                 | 1                                 | 9                                 | 3                                 | 1                                 | 3                                 | 21                                | - ARIA: Platină - IFPI AUS: Platină - BPI: Aur - IFPI FIN: Aur - BVMI: 3x Aur - FIMI: 4× Platină - RIAJ: Platină - PROMUSICAE: Aur - IFPI SWI: 2× Platină | Saxobeats          |
| „Mor de dor” (Hi-Q feat. Alexandra Stan)                                                        | 2010      | -                                 | -                                 | -                                 | -                                 | -                                 | -                                 | -                                 | -                                 | -                                 | -                                 | -                                 | | Saxobeats          |
| "Get Back (ASAP)"                                                                               | 2011      | —                                 | 27                                | 8                                 | 19                                | —                                 | 35                                | —                                 | 25                                | 23                                | 56                                | —                                 | | Saxobeats          |
| "1.000.000" (featuring Carlprit)                                                                | 2011      | —                                 | —                                 | —                                 | —                                 | —                                 | 34                                | —                                 | —                                 | —                                 | —                                 | —                                 | | Saxobeats          |
| "Lemonade"                                                                                      | 2012      | —                                 | —                                 | —                                 | —                                 | —                                 | 30                                | 27                                | —                                 | —                                 | —                                 | —                                 | - FIMI: Aur | Cliché (Hush Hush) |
| "Cliche (Hush Hush)"                                                                            | 2012      | —                                 | —                                 | —                                 | —                                 | —                                 | 50                                | 11                                | —                                 | —                                 | —                                 | —                                 | | Cliché (Hush Hush) |
| "All My People" (vs. Manilla Maniacs)                                                           | 2013      | —                                 | —                                 | —                                 | —                                 | —                                 | 60                                | 50                                | —                                 | —                                 | —                                 | —                                 | | Cliché (Hush Hush) |
| "Thanks For Leaving"                                                                            | 2014      | —                                 | —                                 | —                                 | —                                 | —                                 | —                                 | —                                 | —                                 | —                                 | —                                 | —                                 | | Unlocked           |
| "Cherry Pop"                                                                                    | 2014      | —                                 | —                                 | —                                 | —                                 | —                                 | —                                 | 64                                | —                                 | —                                 | —                                 | —                                 | | Unlocked           |
| "Dance"                                                                                         | 2014      | —                                 | 70                                | —                                 | —                                 | —                                 | —                                 | 25                                | —                                 | —                                 | —                                 | —                                 | | Unlocked           |
| "Give Me Your Everything"                                                                       | 2014      | —                                 | —                                 | —                                 | —                                 | —                                 | —                                 | —                                 | —                                 | —                                 | —                                 | —                                 | | Unlocked           |
| "Vanilla Chocolat" (featuring Connect-R)                                                        | 2014      | —                                 | —                                 | —                                 | —                                 | —                                 | —                                 | —                                 | —                                 | —                                 | —                                 | —                                 | | Unlocked           |
| ”Trumpet Blows”                                                                                 | 2015      | -                                 | -                                 | -                                 | -                                 | -                                 | -                                 | -                                 | -                                 | -                                 | -                                 | -                                 | |                    |
| "We Wanna" (cu Inna featuring Daddy Yankee)                                                     | 2015      | —                                 | —                                 | —                                 | —                                 | —                                 | —                                 | 72                                | 82                                | —                                 | —                                 | —                                 | | N/A                |
| ”I Did It Mama”                                                                                 | 2015      |                                   |                                   |                                   |                                   |                                   |                                   |                                   |                                   |                                   |                                   |                                   | |                    |
| ”Motive” (Dorian feat. Alexandra Stan)                                                          | 2015-2016 |                                   |                                   |                                   |                                   |                                   |                                   |                                   |                                   |                                   |                                   |                                   | |                    |
| "Ecoute" (featuring Havana)                                                                     | 2016      |                                   |                                   |                                   |                                   |                                   |                                   |                                   |                                   |                                   |                                   |                                   | |                    |
| ”Boom Pow”                                                                                      | 2016      |                                   |                                   |                                   |                                   |                                   |                                   |                                   |                                   |                                   |                                   |                                   | |                    |
| ”Balans” (feat. Mohombi)                                                                        | 2016      |                                   |                                   |                                   |                                   |                                   |                                   |                                   |                                   |                                   |                                   |                                   | |                    |
| "9 Lives" (featuring Jahmmi)                                                                    | 2017      |                                   |                                   |                                   |                                   |                                   |                                   |                                   |                                   |                                   |                                   |                                   | |                    |
| ”Boy Oh Boy”                                                                                    | 2017      |                                   |                                   |                                   |                                   |                                   |                                   |                                   |                                   |                                   |                                   |                                   | |                    |
| ”Noi 2”                                                                                         | 2017      |                                   |                                   |                                   |                                   |                                   |                                   |                                   |                                   |                                   |                                   |                                   | |                    |
| ”Ocean” (8KO feat. Alexandra Stan)                                                              | 2018      |                                   |                                   |                                   |                                   |                                   |                                   |                                   |                                   |                                   |                                   |                                   | |                    |
| ”I Think I Love It”                                                                             | 2019      |                                   |                                   |                                   |                                   |                                   |                                   |                                   |                                   |                                   |                                   |                                   | |                    |
| "—" reprezinta un single care nu s-a clasat in acel teritoriu sau nu a fost lansat in acea tara |           |                                   |                                   |                                   |                                   |                                   |                                   |                                   |                                   |                                   |                                   |                                   | |                    |

### Colaborări
| 2013                                                                             | "Baby, It's OK!" (Follow Your Instinct cu Alexandra Stan)                   | 98 | 31 | – | – | – | 17 | – | –  | 44 | – | — | TBA    |
| 2014                                                                             | "Inimă de Gheață" (Trupa Zero cu Alexandra Stan)                            | 40 | –  | – | – | – | –  | – | –  | –  | – | — | TBA    |
| 2014                                                                             | "Set Me Free" (Dj Andi cu Alexandra Stan)                                   | 61 | –  | – | – | – | –  | – | –  | –  | – | — | TBA    |
| 2015-2016                                                                        | ”Motive” (Dorian feat. Alexandra Stan)                                      | -  | -  | - | - | - | -  | - | -  | -  | - | - | Alesta |
| 2016                                                                             | ”Ciao” (Whitesound feat. Alexandra Stan)                                    | -  | -  | - | - | - | -  | - | -  | -  | - | - | -      |
| 2017                                                                             | ”Save the night” (Monoir feat. Alexandra Stan)                              | -  | -  | - | - | - | -  | - | -- | -  | - | - | -      |
| 2017                                                                             | ”Shawu Yee Nebwu” (Criss Blazing feat. Alexandra Stan, Lentile Blur & Keed) | -  | -  | - | - | - | -  | - | -  | -  | - | - | -      |
| 2017                                                                             | ”Synchronize” (Alexandra Stan feat. Alex Parker)                            |    |    |   |   |   |    |   |    |    |   |   |        |
| 2017                                                                             | ”Siempre Tu” (Alex Muniz feat. Alexandra Stan)                              |    |    |   |   |   |    |   |    |    |   |   |        |
| 2018                                                                             | ”Miami” (Manuel Riva feat. Alexandra Stan)                                  | -  | -  | - | - | - | -  | - | -  | -  | - | - | -      |
| 2018                                                                             | ”Neversea” (Manuel Riva feat. Alexandra Stan)                               | -  | -  | - | - | - | -  | - | -  | -  | - | - | -      |
| 2018                                                                             | ”Ocean” (8KO feat. Alexandra Stan)                                          |    |    |   |   |   |    |   |    |    |   |   |        |
| "—" denotă un titlu care nu s-a clasat, sau nu a fost lansat în acel teritoriu . |                                                                             |    |    |   |   |   |    |   |    |    |   |   |        |

### Videoclipuri
| An   | Melodie                                                     | Regizor                                       | Album              |
| ---- | ----------------------------------------------------------- | --------------------------------------------- | ------------------ |
| 2009 | "Lollipop (Param Pam Pam)"                                  | Iulian Moga                                   | Saxobeats          |
| 2010 | "Mr. Saxobeat"                                              | Iulian Moga                                   | Saxobeats          |
| 2011 | "Get Back (ASAP)"                                           | Iulian Moga                                   | Saxobeats          |
| 2011 | "Get Back (ASAP) (Maan Studio Remix)"                       | Iulian Moga                                   | Saxobeats          |
| 2011 | "1.000.000"                                                 | Iulian Moga                                   | Saxobeats          |
| 2012 | "Lemonade"                                                  | Iulian Moga                                   | Cliche (Hush Hush) |
| 2012 | "Cliche (Hush Hush)"                                        | Iulian Moga                                   | Cliche (Hush Hush) |
| 2013 | "All My People"                                             | Ilarionov Borisov                             | Cliche (Hush Hush) |
| 2013 | ”Baby, It's OK! (Follow Your Instinct feat. Alexandra Stan) |                                               |                    |
| 2014 | "Thanks For Leaving"                                        | Khaled Mokhtar                                | Unlocked           |
| 2014 | "Cherry Pop"                                                | Khaled Mokhtar                                | Unlocked           |
| 2014 | " Dance"                                                    | Khaled Mokhtar                                | Unlocked           |
| 2014 | "Give Me Your Everything"                                   | Khaled Mokhtar                                | Unlocked           |
| 2014 | "Vanilla Chocolat" (feat Connect-R)                         | Alexandra Stan / The Architect                | Unlocked           |
| 2014 | ”Inimă de Gheață” (Trupa Zero cu Alexandra Stan)            |                                               |                    |
| 2015 | ”We Wanna” (cu Inna și Daddy Yankee)                        | Khaled Mokhtar / David Gal / Dimitri Caceaune | N/A                |
| 2015 | ”Motive” (Dorian feat. Alexandra Stan)                      |                                               |                    |
| 2016 | ”Ecoute” (feat. Havana)                                     |                                               |                    |
| 2016 | ”Ciao” (Whitesound feat. Alexandra Stan)                    |                                               |                    |
| 2016 | ”Boom Pow”                                                  |                                               |                    |
| 2016 | ”Balans” (feat. Mohombi)                                    |                                               |                    |
| 2016 | ”Au Gust Zilele” (Criss Blaziny feat. Alexandra Stan)       |                                               |                    |
| 2017 | ”Save the night” (Monoir feat. Alexandra Stan)              |                                               |                    |
| 2017 | ”Synchronize” (Alex Parker feat. Alexandra Stan)            |                                               |                    |
| 2017 | ”Boy Oh Boy”                                                |                                               |                    |
| 2017 | ”Siempre Tu” (Alex Muniz feat. Alexandra Stan)              |                                               |                    |
| 2018 | ”Miami” (Manuel Riva feat. Alexandra Stan)                  |                                               |                    |
| 2018 | ”Neversea” (Manuel Riva feat. Alexandra Stan)               |                                               |                    |
| 2018 | ”Ocean” (8KO feat. Alexandra Stan)                          |                                               |                    |
| 2020 | ”Obsesii”                                                   |                                               |                    |
| 2020 | ”Take Me Home”                                              |                                               |                    |
| 2020 | ”Delfinii” (Criss Blaziny feat .Alexandra Stan)             |                                               |                    |

#### În colaborare
| An        | Cântec                                                                      | Regizor        | Album |
| --------- | --------------------------------------------------------------------------- | -------------- | ----- |
| 2013      | "Baby, It's OK!" (Follow Your Instinct featuring Alexandra Stan)            | N/A            | N/A   |
| 2014      | "Inimă de Gheață" (Trupa Zero featuring Alexandra Stan)                     | Khaled Mokhtar | N/A   |
| 2015-2016 | ”Motive” (Dorian feat. Alexandra Stan)                                      |                |       |
| 2016      | ”Ciao” (Whitesound feat. Alexandra Stan)                                    |                |       |
| 2016      | ”Au Gust Zilele” (Criss Blaziny feat. Alexandra Stan)                       |                |       |
| 2017      | ”Save the Night” (Monoir feat. Alexandra Stan)                              |                |       |
| 2017      | ”Synchronize” (Alex Parker feat. Alexandra Stan)                            |                |       |
| 2017      | ”Shawu Yee Nebwu” (Criss Blazing feat. Alexandra Stan, Lentile Blur & Keed) |                |       |
| 2017      | ”Siempre Tu” (Alex Muniz feat. Alexandra Stan)                              |                |       |
| 2018      | ”Miami” (Manuel Riva feat. Alexandra Stan)                                  |                |       |
| 2018      | ”Neversea” (Manuel Riva feat. Alexandra Stan)                               |                |       |
| 2018      | ”Ocean” (8KO feat. Alexandra Stan)                                          |                |       |
| 2020      | ”Delfinii” (Criss Blaziny feat .Alexandra Stan)                             |                |       |

## Turnee
- Cherry Pop Summer Tour (Sept.-Oct. 2014)[51]
- Unlocked Tour Japan (Jul. 2014)[52]
- Unlocked Tour Turkey (Nov. 2014)[53]

## Premii și nominalizări
| An   | Premiu                          | Categorie                                     | Recipient       | Rezultat     |
| ---- | ------------------------------- | --------------------------------------------- | --------------- | ------------ |
| 2011 | MTV Europe Music Awards         | "Best Romanian Act"                           | Alexandra Stan  | Câștigat     |
| 2011 | MTV Europe Music Awards         | "Best European Act"                           | Alexandra Stan  | Nominalizare |
| 2011 | Romanian Music Awards           | "Best Song"                                   | Mr. Saxobeat    | Câștigat     |
| 2011 | Romanian Music Awards           | "Best Dance-Song"                             | Mr. Saxobeat    | Nominalizare |
| 2011 | Romanian Music Awards           | "Border Breaker"                              | Alexandra Stan  | Câștigat     |
| 2011 | Romanian Music Awards           | "Best Female"                                 | Alexandra Stan  | Nominalizare |
| 2011 | "World Top DJs Awards"          | "Middle East's Most Favorite"                 | Alexandra Stan  | Câștigat     |
| 2011 | "European Border Breakers Award | "European Border Breakers Award"              | Alexandra Stan  | Câștigat     |
| 2011 | Los Premios 40 Principales      | Best International Song                       | Mr. Saxobeat    | Nominalizare |
| 2012 | RRA Awards                      | "Best Pop-Dance Song"                         | Get Back (ASAP) | Câștigat     |
| 2012 | Balkan Music Awards             | "Best World Breakthrough of an Balkan Artist" | Alexandra Stan  | Câștigat     |
| 2012 | Romanian Music Awards           | "Best Female"                                 | Alexandra Stan  | Câștigat     |
| 2012 | Romanian Music Awards           | "Best Album"                                  | Saxobeats       | Nominalizare |
| 2013 | Japan Gold Disc Award           | "Best 3 New Artists International"            | Alexandra Stan  | Câștigat     |